# Georg Heinrich Bernstein (Theologe)
Georg Heinrich Bernstein (* 12. Januar 1787 in Cospeda; † 5. April 1860 in Lauban) war ein deutscher Orientalist und Hochschullehrer für Evangelische Theologie.

## Leben
Bernstein studierte ab 1806 Evangelische Theologie und Semitische Sprachen an der Universität Jena. Seit 1811 habilitierter Privatdozent, wurde er 1812 als a.o. Professor für orientalische Literatur an die neue Friedrich-Wilhelms-Universität Berlin berufen. Als Rittmeister nahm er an den Befreiungskriegen teil. Später unternahm er eine wissenschaftliche Reise nach England und Holland, auf der er in London mit Franz Bopp Sanskrit studierte.
Nach seiner Rückkehr (1819) berief ihn die Schlesische Friedrich-Wilhelms-Universität Breslau 1821 auf ihren Lehrstuhl für orientalische Sprachen. 1836 begab er sich abermals nach Oxford und 1842 nach Italien, um seine Exzerpte und Abschriften morgenländischer Handschriften zu vervollständigen. 1836/37 war er Rektor der Universität Breslau. Er war korrespondierendes Mitglied der Königlich Niederländischen Akademie der Wissenschaften. Er starb mit 73 Jahren.
Außer Abhandlungen in Journalen veröffentlichte er ein arabisches Gedicht des Zafi ed-Din von Hilla (zuerst Leipzig 1816), einen anderen arabischen Schriftsteller, „De initiis et originibus religionum in oriente dispersarum“ (Berl. 1816), einen Teil des „Hitopadeca“ (Bresl. 1823), die 3. Ausgabe von Michaelis’ „Arabischer Grammatik und Chrestomathie“ (Götting. 1817), welcher Nachträge zur Chrestomatie (Band 1, das. 1817) folgten, namentlich aber den Anfang eines großen syrischen Wörterbuchs (1. Heft, Berl. 1852) und andre Beiträge zur syrischen Literatur. „Über die charklensische Übersetzung des Neuen Testaments“ (2. Aufl., Bresl. 1854), über Bar-Bahlul (das. 1842) und Gregorius Bar-Hebraeus (Leipz. 1822 u. Berl. 1847), ein vortreffliches Lexikon zu Kirsch’ „Chrestomathia syriaca“, welche er neu bearbeitete (Leipz. 1832–36, 2 Bde.) und „Gregorii Bar-Hebrael scholia in librum Jobi“ (Bresl. 1858).

## Mitgliedschaften
Georg Heinrich Bernstein war Mitglied der Deutschen Morgenländischen Gesellschaft.

## Schriften (Auswahl)
- Syrische Studien: I. Beiträge zur Berichtigung einzelner Stellen und Wörter in den bisher gedruckten Syrischen Werken. In: Zeitschrift der Deutschen Morgenländischen Gesellschaft, Band 3. 1849. S. 385–428 (Digitalisat).
- Syrische Studien: I. Beiträge zur Berichtigung einzelner Stellen und Wörter in den bisher gedruckten Syrischen Werken. In: Zeitschrift der Deutschen Morgenländischen Gesellschaft, Band 4. 1850. S. 198–223 (Digitalisat).
- Syrische Studien: II. Ephraem Syri opera omnia - ad MSS. Codices Vaticanos aliosque castigata. In: Zeitschrift der Deutschen Morgenländischen Gesellschaft, Band 4. 1850. S. 305–322 (Digitalisat).
- Syrische Studien: 1. Beiträge zur Berichtigung einzelner Stellen und Wörter in den bisher gedruckten Syrischen Werken. In: Zeitschrift der Deutschen Morgenländischen Gesellschaft, Band 6. 1852. S. 349–368 (Digitalisat).